# Syedra gracilis
Syedra gracilis là một loài nhện trong họ Linyphiidae. Chúng được Menge miêu tả năm 1869.